# Shepperton
Shepperton – miasto w Anglii, w hrabstwie Surrey, w dystrykcie Spelthorne. Leży 26 km na południowy zachód od centrum Londynu. Miasto liczy 10 796 mieszkańców.
W mieście znajduje się wytwórnia filmów Shepperton Studios, w której powstały m.in.: Tajemnicza wyspa (film 1961), Superman (film), Gandhi (film), Notting Hill (film), Cztery wesela i pogrzeb, Bridget Jones: W pogoni za rozumem, Harry Potter i więzień Azkabanu (film), Szybcy i wściekli 6, Mamma Mia: Here We Go Again!.

## Galeria

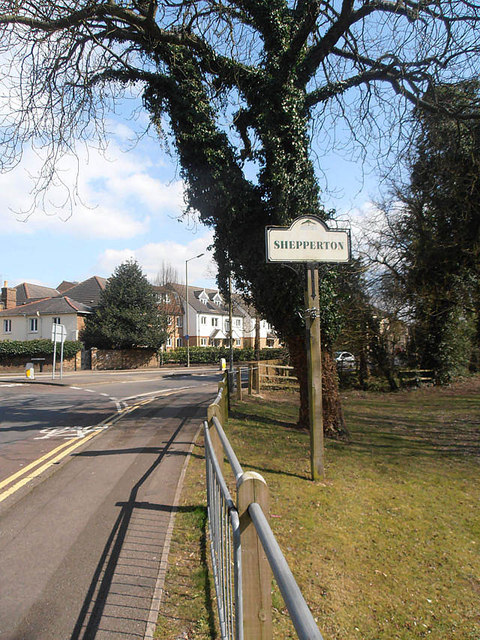
Tablica z nazwą
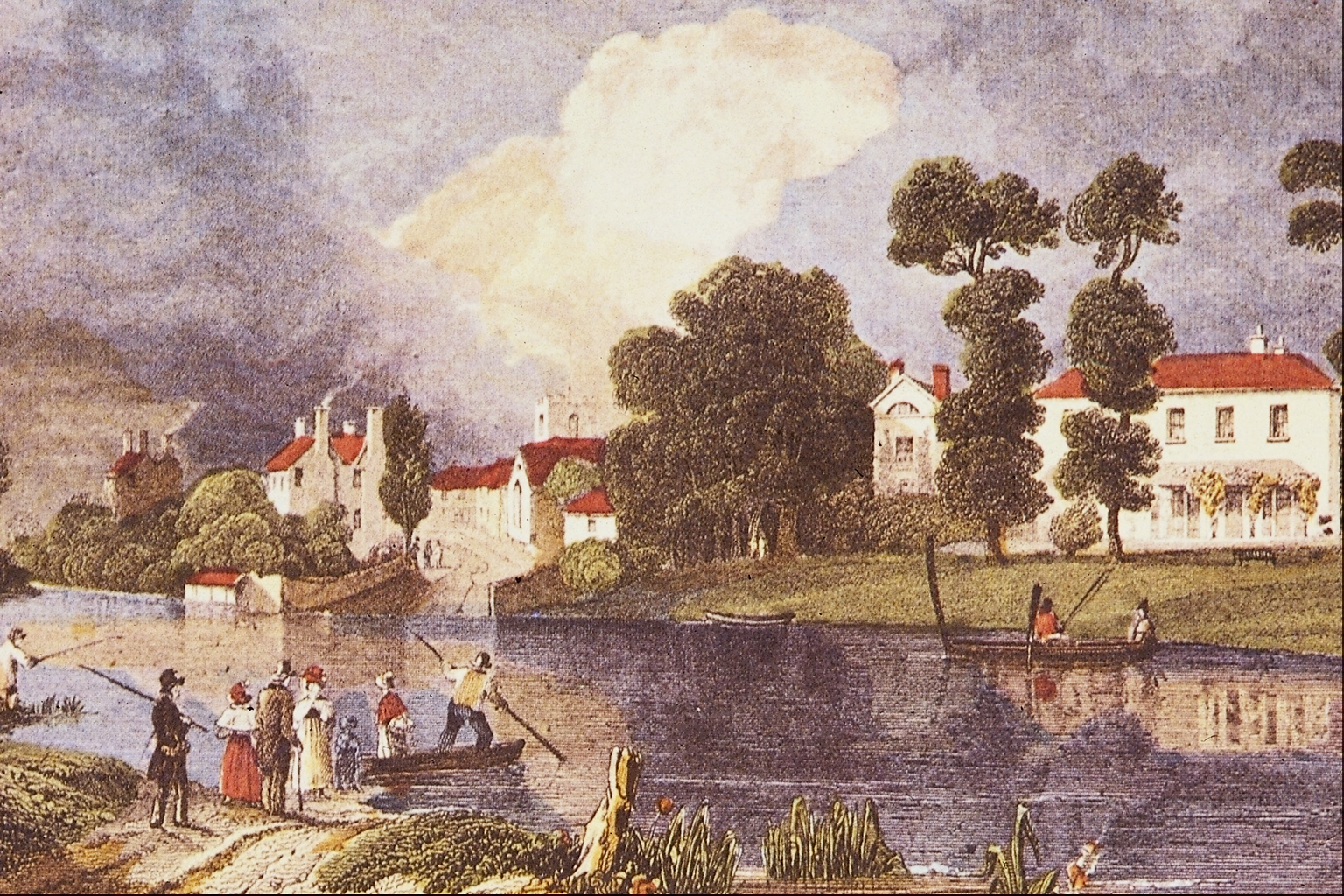
W sztuce Williama Tomblesona
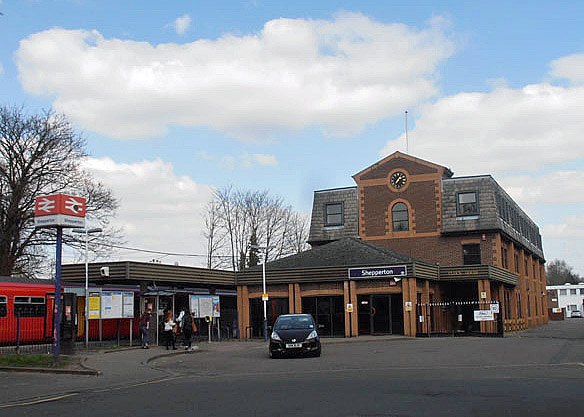
Stacja kolejowa
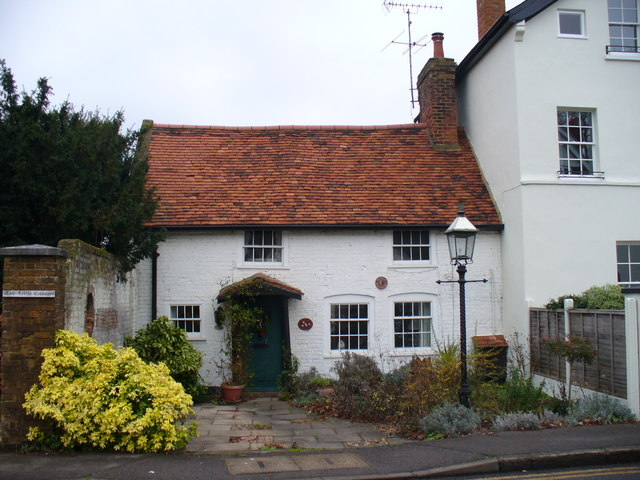
Budynek z listy zabytków